# Benedettine del Re Eucaristico
Le Benedettine del Re Eucaristico (in inglese Benedictine Sisters of the Eucharistic King) sono un istituto religioso femminile di diritto pontificio: le suore di questa congregazione pospongono al loro nome la sigla O.S.B.

## Storia
La congregazione fu fondata dalla missionaria bavarese Edeltrude Danner, della congregazione di Tutzing. Con il permesso della Santa Sede, lasciò il suo istituto e nel 1931 diede inizio al monastero delle benedettine di Vigan, in diocesi di Nueva Segovia, da cui ebbe origine l'istituto.

## Attività e diffusione
Le religiose si dedicano a diverse attività (educazione dell'infanzia, apostolato nelle prigioni, assistenza ai disabili, animazione liturgica, catechesi, gestione di case per ritiri spirituali).
Le suore sono presenti in varie località delle Filippine; la sede generalizia è a Quezon.
Alla fine del 2011 la congregazione contava 159 religiose in 7 case.